# سلطان اسکندر (پراک)
سلطان اسکندر از سلطان‌های پراک بود که امروز از ایالت‌های مالزی معاصر است. راجا آلانگ اسکندر در ۱۸۷۶ متولد شد. او در زمان برادر بزرگ‌ترش، سلطان عبدالجلیل نصرالدین المخترم کرمت الله شاه ابن المرحوم سلطان ادریس رحمت‌الله شاه، به مقام راجا بنداهارایی رسید. او در نوامبر ۱۹۱۸ پس از مرگ برادر به سلطانی پراک رسید. او در ۱۴ اکتبر ۱۹۳۸ درگذشت و پس از مرگ به او مقام «مرحوم قداس‌الله» دادند. برادر همسر او، سلطان عبدالعزیز المعتصم بیلا شاه ابن المرحوم راجا مودا موسی، پس از او به سلطانی پراک رسید.